# Anepsion wichmanni
Anepsion wichmanni là một loài nhện trong họ Araneidae.
Loài này thuộc chi Anepsion. Anepsion wichmanni được Wladislaus Kulczynski miêu tả năm 1911.